# Samper de Calanda
Samper de Calanda ist eine Gemeinde in der Provinz Teruel in der Autonomen Region Aragón in Spanien. Sie liegt in der Comarca Bajo Martín und hatte 2024 730 Einwohner.

## Lage
Samper de Calanda liegt etwa 90 Kilometer (Luftlinie) in nordnordöstlicher Richtung von der Provinzhauptstadt Teruel und etwa 67 Kilometer (Luftlinie) südöstlich von Saragossa in einer Höhe von ca. 260 m.

## Bevölkerungsentwicklung
| Jahr      | 1970 | 1981 | 1991 | 2001 | 2011 | 2021 |
| Einwohner | 1609 | 1403 | 1185 | 971  | 884  | 732  |

Die Mechanisierung der Landwirtschaft sowie die Aufgabe bäuerlicher Kleinbetriebe und der daraus resultierende Verlust an Arbeitsplätzen haben seit der Mitte des 20. Jahrhunderts zu einer Landflucht geführt.

## Sehenswürdigkeiten

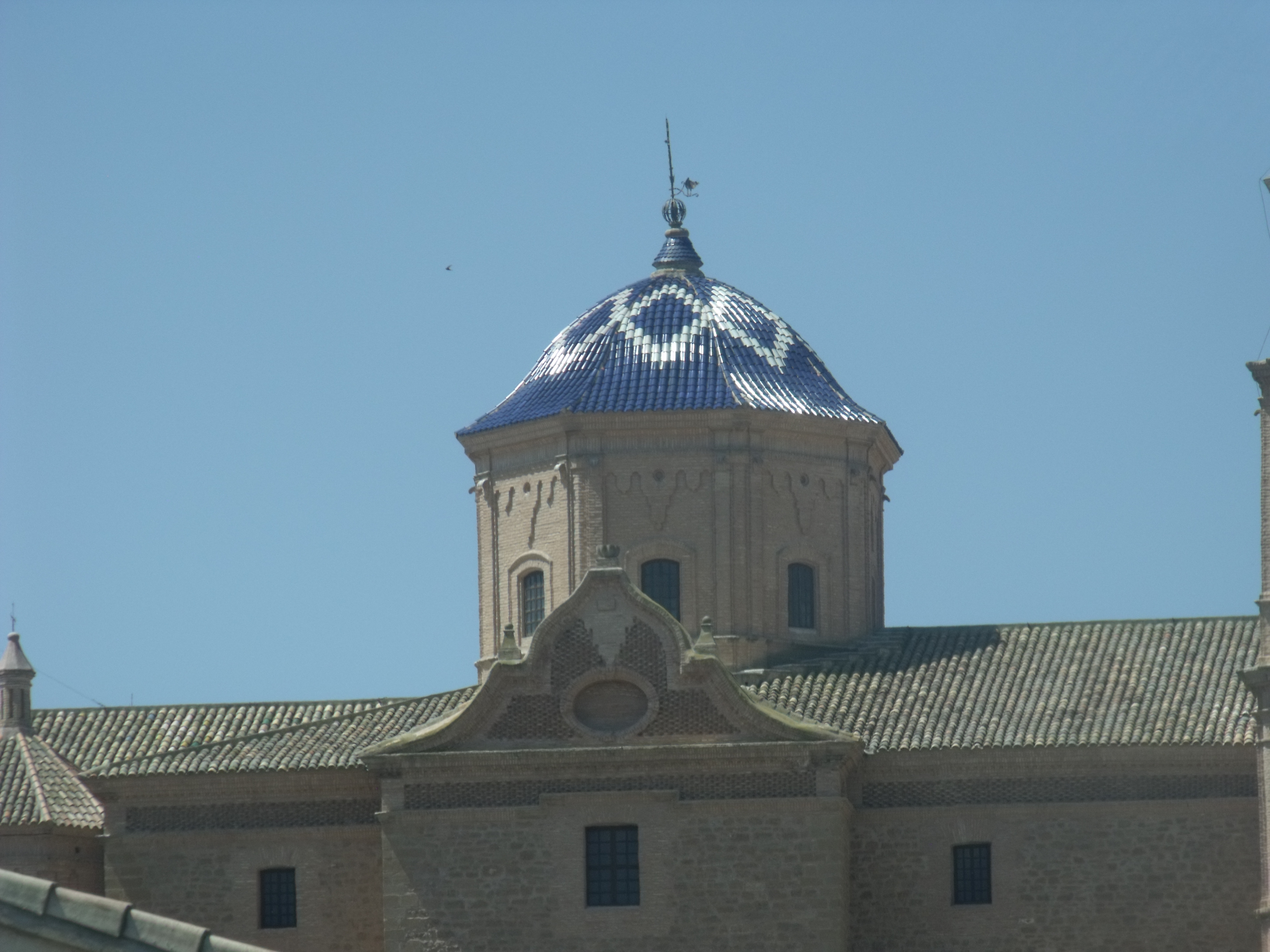
Salvatorkirche
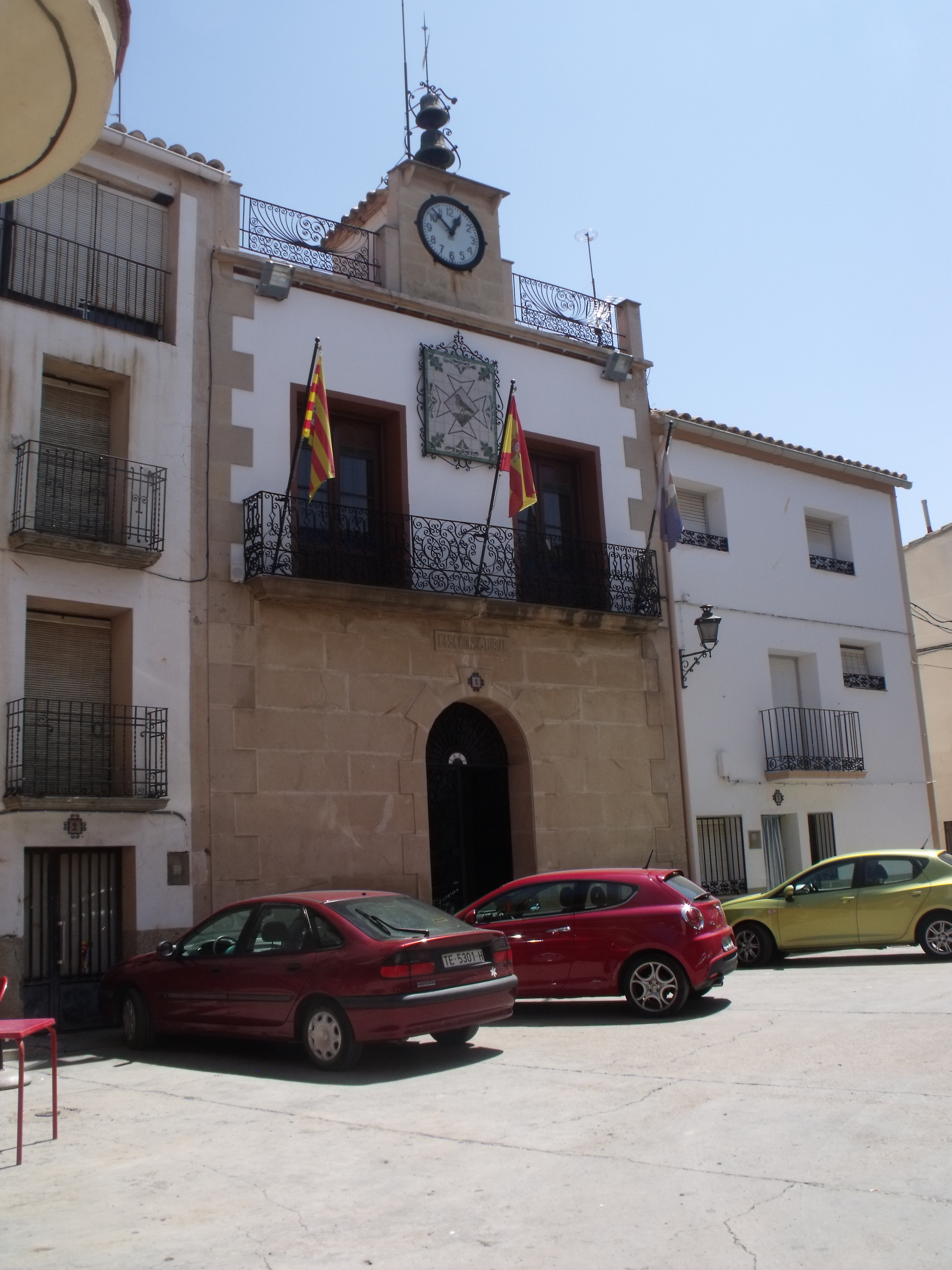
Rathaus

- Salvatorkirche
- Rathaus

## Persönlichkeiten
- Francisco Loscos Bernal (1823–1886), Botaniker
- Andreu Mayayo i Artal (* 1959), Historiker